# Typ 83
Typ 83 je perspektivní třída protiletadlových torpédoborců Britského královského námořnictva. Představuje klíčovou součást programu Future Air Dominance System (FADS) a zároveň náhradu torpédoborců třídy Daring (typ 45). Jeho hlavním úkolem bude zajištění integrované protivzdušné obrany proti letadlům i řízeným střelám, včetně hypersonických. Koncepční práce na jejich vývoji byly zahájeny roku 2025. Dosažení počátečních bojových schopností je očekáváno na přelomu třicátých a čtyřicátých let 20. století.